# Белдинг (Мичиген)
Белдинг (енгл. Belding) град је у америчкој савезној држави Мичиген. По попису становништва из 2010. у њему је живело 5.757 становника.

## Демографија
Према попису становништва из 2010. у граду је живело 5.757 становника, што је 120 (2,0%) становника мање него 2000. године.
| Група             | 2000.         | 2010.         |
| Белци             | 5.558 (94,6%) | 5.312 (92,3%) |
| Афроамериканци    | 23 (0,4%)     | 20 (0,3%)     |
| Азијати           | 26 (0,4%)     | 30 (0,5%)     |
| Хиспаноамериканци | 177 (3,0%)    | 287 (5,0%)    |
| Укупно            | 5.877         | 5.757         |